# Famille Bernard de Montessus
Pour les articles homonymes, voir Famille Bernard.
La famille Bernard de Montessus est une famille subsistante de la noblesse française, originaire de Bourgogne. En 1732 elle a prouvé une noblesse remontant à l'année 1487. D'autres sources rapportent qu'elle fut anoblie en 1470.
Elle a formé deux branches subsistantes : la branche aînée de Rully et la branche cadette de Ballore.

## Histoire
La Revue nobiliaire historique et biographique rapporte que cette famille a été anoblie en 1470.
Gustave Chaix d'Est-Ange, quant à lui, écrit que cette famille remonte par filiation suivie à Jacques Bernard vivant en 1463. Le fils de ce dernier, Hugues Bernard, épouse en 1487 Léonarde Sarrazin héritière de la seigneurie de Montessus. Il ajoute que c'est cette date de 1487 qui a servi de preuves en 1732 pour l'admission de Charles de Bernard de Montessus de Rully parmi les pages du roi.
E. de Séréville et F. de Saint-Simon mentionnent: maintenue noble en 1639 et 1698, pair de France héréditaire en 1815, comte en 1817 (confirmé par majorat en 1818) pour la branche de Rully.
Selon L'ordre de la noblesse, le chef de la branche aînée, le comte Bernard de Montessus de Rully habitait en 1992 au château de Ballore à Saint-Bonnet-de-Joux, le chef de la branche cadette, Bernard de Montessus de Ballore, au château de Lavaud à Sainte-Feyre.
Régis Valette mentionne anoblissement en 1470, honneurs de la Cour et comte en 1818, avec 5 membres masculins en vie en 2007.

## Personnalités

### Branche de Rully
- Patrice Gabriel Bernard de Montessus de Rully (1761-1831), député aux États généraux de 1789, aide de camp et premier gentilhomme du duc de Bourbon, lieutenant général des armées du roi (1815), Pair de France (1815-1830)

### Branche de Ballore
- Ferdinand Bernard de Montessus de Ballore (1817-1899), médecin et ornithologue
- Fernand Bernard de Montessus de Ballore (1851-1923), sismologue et géologue
- Robert Bernard de Montessus de Ballore (1870-1937), mathématicien
- Sébastien Bernard de Montessus de Ballore (1974- ), homme d'affaires

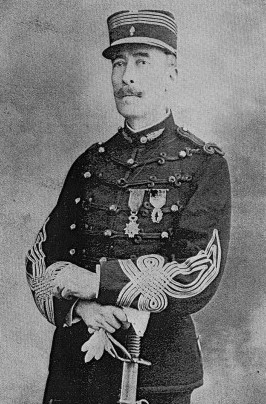
Fernand Bernard de Montessus de Ballore (1851-1923)
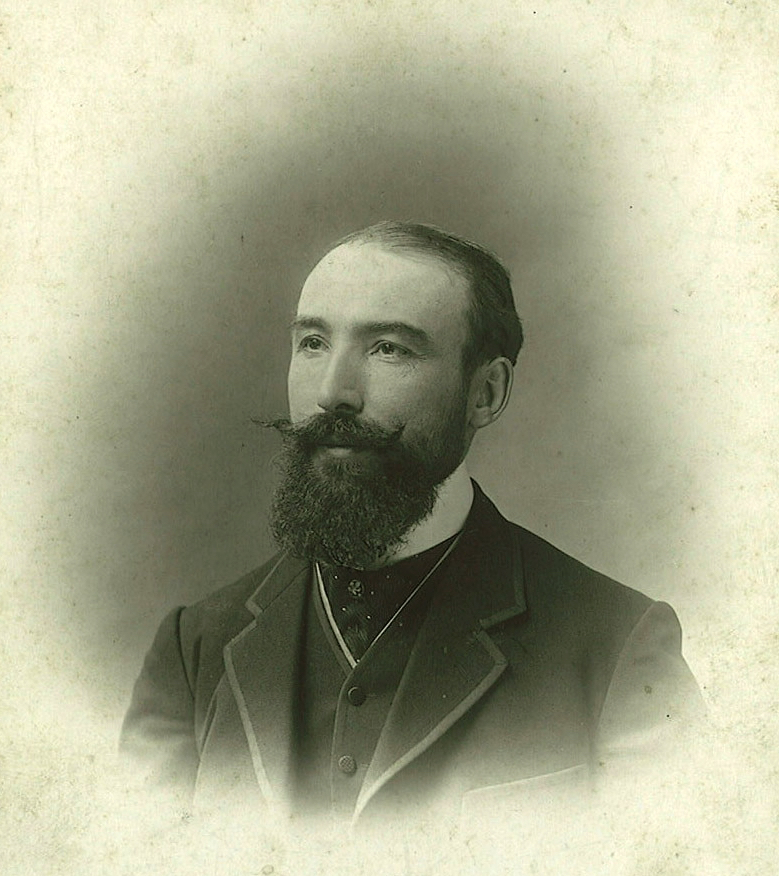
Robert Bernard de Montessus de Ballore (1870-1937)

## Alliances
Les principales alliances de la famille Bernard de Montessus sont : de Vintimille (1575), de Chabot (1590), de Bonneval (1672), de Choiseuil (1677), Quarré de Chateau-Regnault d'Aligny (1763, 1682 et 1803), de Riquet de Caraman (1763), de Chauvigny de Blot (1776), de Bourbon-Condé (1803), de La Bourdonnaye (1930), du Bouexic de Pinieux (1931), de Dreuille (1932), de Damas (1944), de Chanterac (1946), du Gardin de Séveirac. 

## Possessions

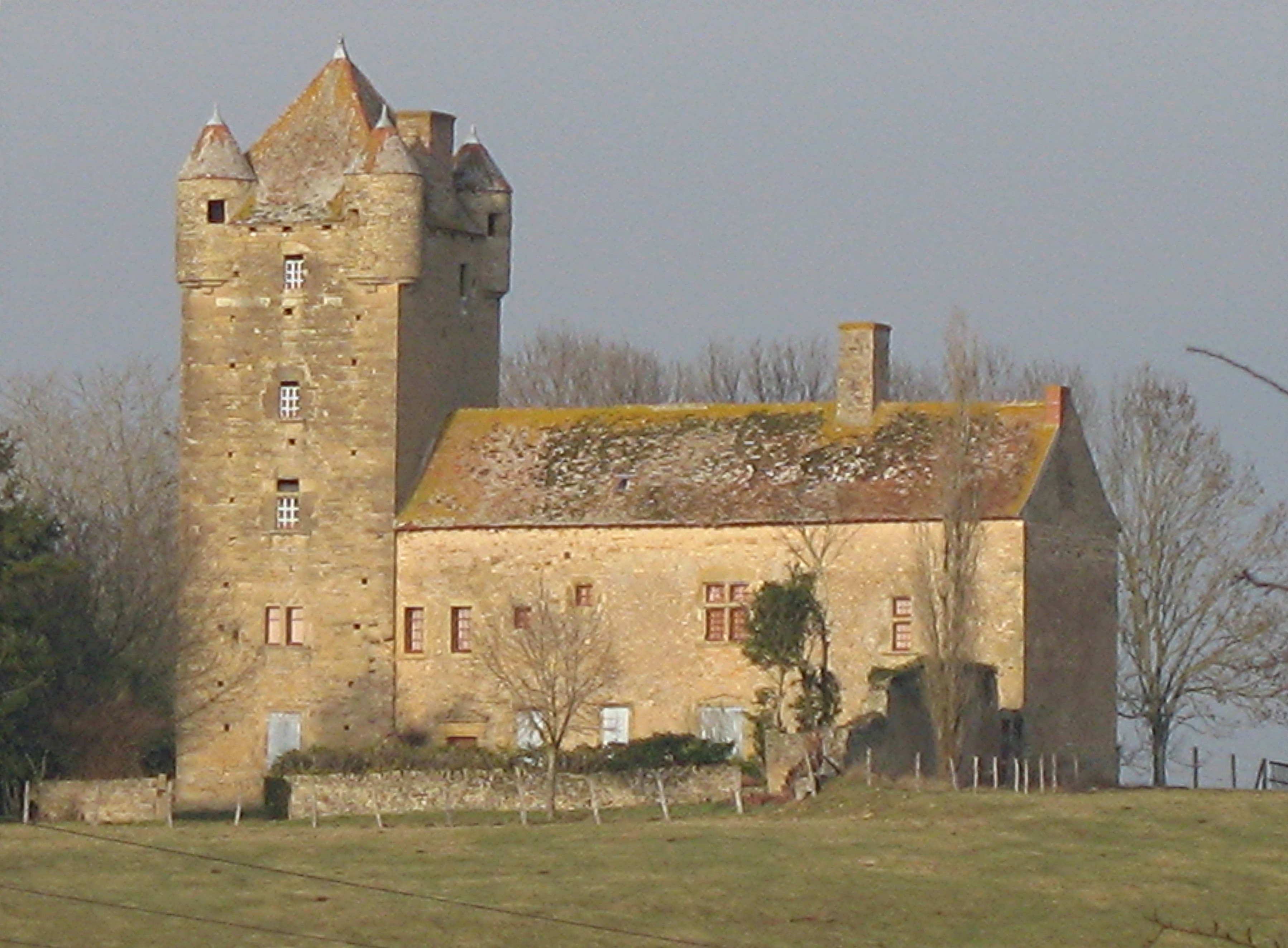
Donjon de Montessus
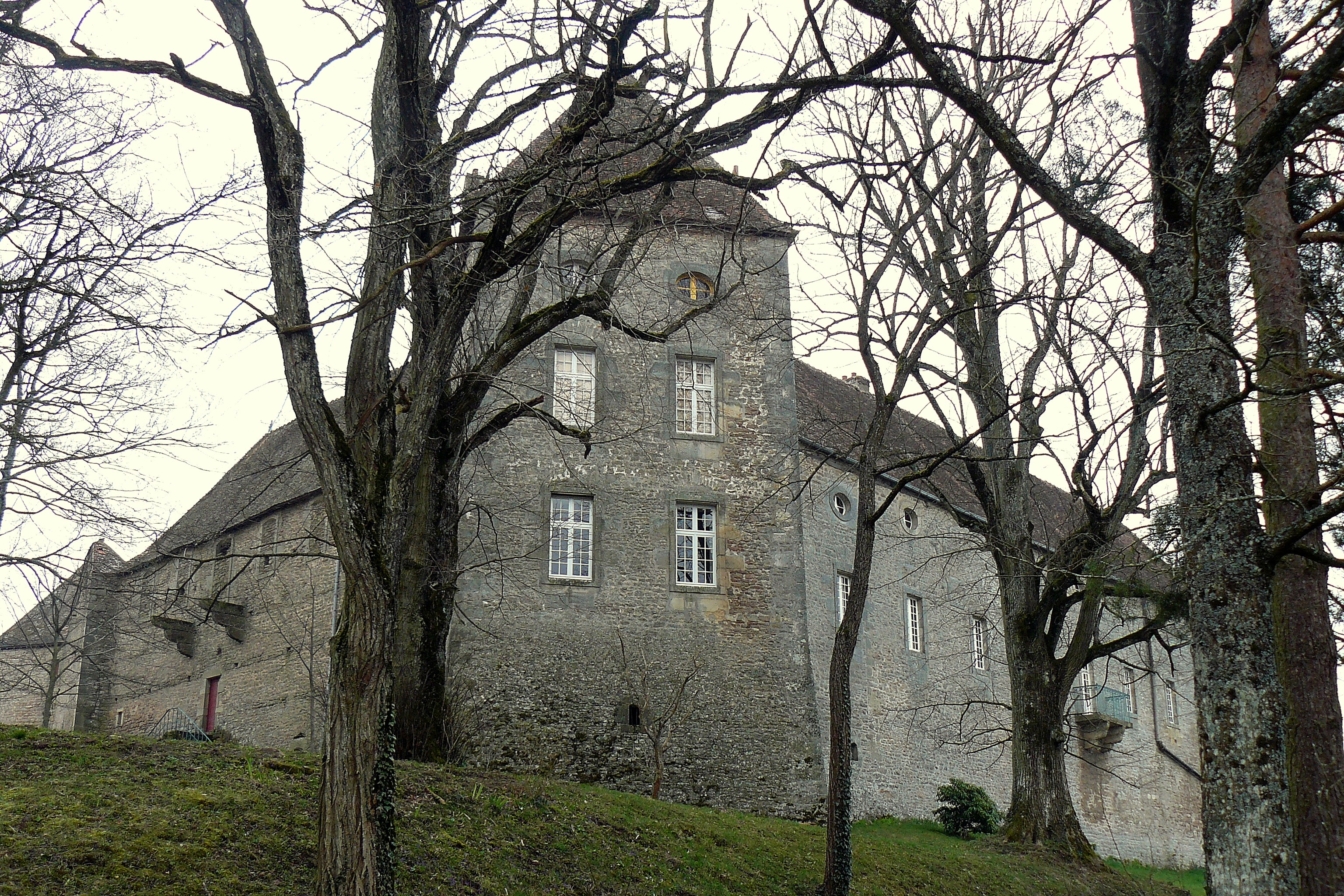
Château de Brandon
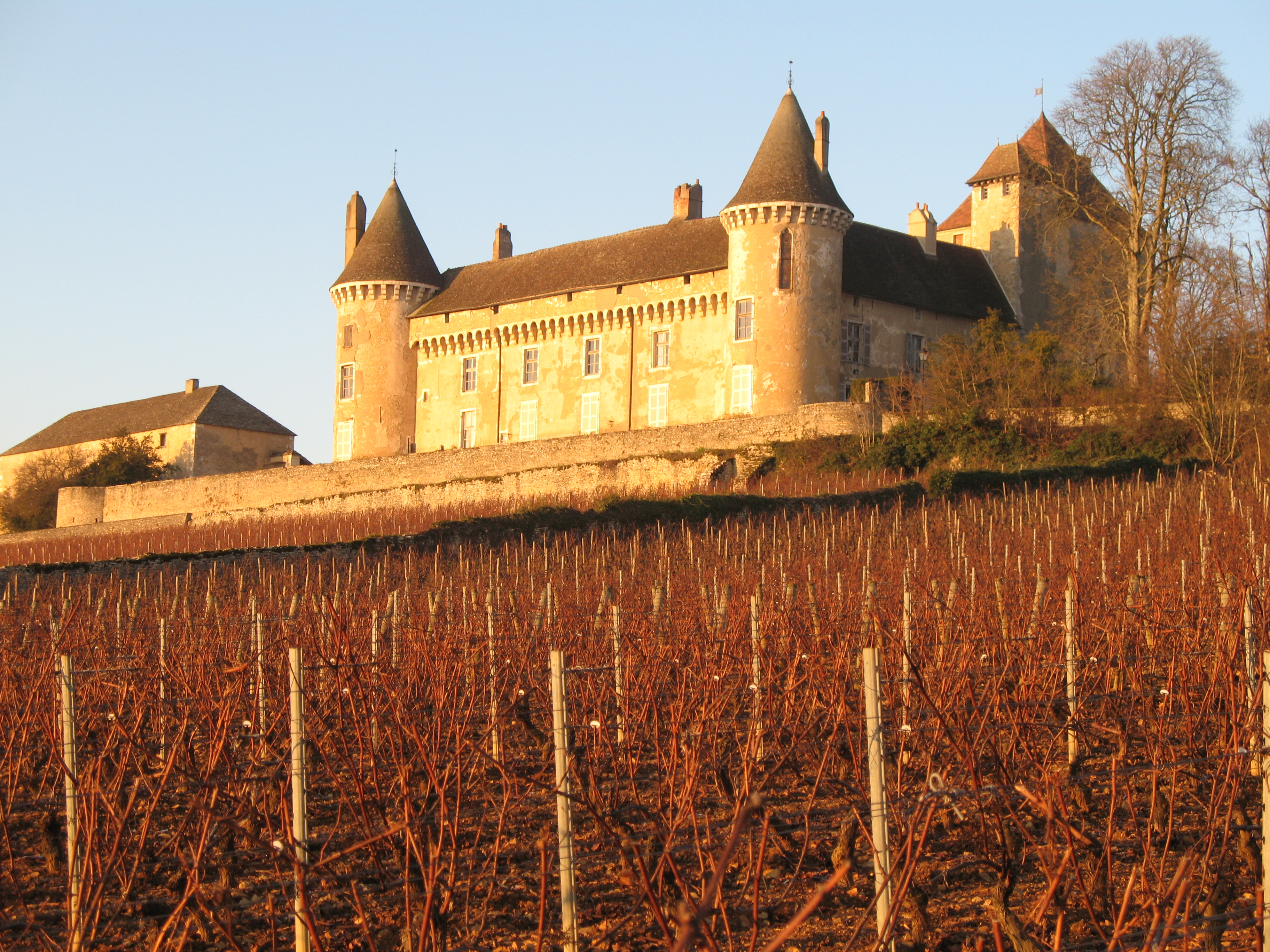
Château de Rully
- Château de Ballore

- Donjon de Montessus
- Château de Brandon
- Château de Rully